# Campeonato Paraguayo de Fútbol 1953
El Campeonato Paraguayo de Fútbol de 1953 fue la cuadragésimo tercera edición del principal torneo de fútbol de Paraguay.
El campeón del torneo fue el Club Sportivo Luqueño quienes obtuvieron su segundo campeonato en la primera categoría.

## Desarrollo
|  | Campeón.    |
|  | Descendido. |

| Equipo                |
| --------------------- |
| Club Sportivo Luqueño |
| Club Libertad         |
| Club Cerro Porteño    |
| Club Guaraní          |
| Club Sol de América   |
| Club Olimpia          |
| Club Nacional         |
| Club River Plate      |
| Club Presidente Hayes |
| Atlántida             |
| General Genes         |

| Bandera de Paraguay      |
| Campeón Sportivo Luqueño |
| Segundo título           |